# عبد الله بن الحكم التجيبي
عبد الله بن الحكم التُجيَّبي حاكم طائفة سرقسطة في عصر ملوك الطوائف لمدة 28 يوم في بداية عام 430 هـ بعد أن اغتال ابن عمه معز الدولة التجيبي،
كان أبو القاسم بن عباد حاكم طائفة إشبيلية عام 427 هـ قد أتى بشخص شديد الشبه بالخليفة هشام المؤيد بالله، وإدعى أنه هو الخليفة الشرعي للأندلس. حرص عبد العزيز بن عبد الرحمن المنصور صاحب بلنسية ومجاهد العامري صاحب دانية وأبو الحزم بن جهور صاحب قرطبة والعديد من ملوك الطوائف على الاعتراف بهذا الرجل كخليفة على الأندلس. غير أن البعض الآخر ومنهم معز الدولة التجيبي رفضوا الاعتراف به.
استغل عبد الله بن الحكم بن عبد الرحمن بن محمد بن هاشم التُجيَّبي أحد أبناء عمومة معز الدولة ذلك، واغتاله في مجلسه، واحتز رأسه بدعوى إنكاره للخليفة الشرعي المؤيد بالله. أرسل عبد الله بعد ذلك لقاضي سرقسطة وأعيانها، ودعا لنفسه. ولما بلغ خبر مقتل معز الدولة التجيبي إلى خاله إسماعيل بن ذى النون صاحب طليطلة، هرع إلى سرقسطة ليدرك ملك ابن أخته. إلا أن المستعين بن هود صاحب لاردة وتطيلة سبقه واستولى على المدينة، لينتهي بذلك ملك بني تجيب لسرقسطة والثغر الأعلى الذي دام لقرن ونصف القرن.